# Huanggang (köping i Kina, Shandong, lat 34,65, long 116,04)
Huanggang (kinesiska: 黄岗镇, 黄岗) är en köping i Kina. Den ligger i provinsen Shandong, i den östra delen av landet, omkring 240 kilometer söder om provinshuvudstaden Jinan. Antalet invånare är 66540. Befolkningen består av 33 078 kvinnor och 33 462 män. Barn under 15 år utgör 19,0 %, vuxna 15-64 år 69 %, och äldre över 65 år 10,0 %.
Genomsnittlig årsnederbörd är 796 millimeter. Den regnigaste månaden är juli, med i genomsnitt 190 mm nederbörd, och den torraste är januari, med 7 mm nederbörd.